# 1942년
1942년은 목요일로 시작하는 평년이다.

## 연호
- 대한민국 임시정부(大韓民國 臨時政府) 대한민국(大韓民國) 24년
- 중화민국(中華民國) 민국(民國) 31년
- 만주국(滿州國) 강덕(康德) 9년
- 일본(日本) 쇼와(昭和) 17년
- 응우옌 왕조(阮朝) 바오다이(保大) 17년

## 기년
- 만주국(滿洲國) 강덕제(康德帝) 11년
- 응우옌 왕조(阮朝) 보대제(保大帝) 17년

## 사건
- 1월 1일 - 제2차 세계 대전: 연합국 26개국, 워싱턴에서 공동 선언 조인.
- 1월 14일 - 일제, 조선군사령 공포
- 1월 20일 - 제2차 세계 대전: 독일, 반제회의에서 유대인을 학살하기로 결정
- 2월 - 조선총독부, 구정 폐지
- 2월 1일 - 마오쩌둥이 정풍운동의 시작을 선언했다.
- 2월 14일 - 조선총독부, 조선체육진흥회 설립
- 2월 20일 - 식량관리법 공포
- 2월 27일 - 해외독립 운동단체 한족대회가 미국 워싱턴에서 개최
- 3월 - 유치환의 <수>, 황순원의 <그늘> 발표
- 3월 1일
  - 대한민국 임시정부, 중국, 미국, 영국, 소련 측에 임시정부 승인을 요청
  - 일제, 일반 가정의 금속 공출 시작.
- 4월 - 중화민국 정부 국방최고위원회, 대한민국 임시정부 승인안 의결
- 4월 1일 - 조선마사회 설립, 철강통제규칙 공포
- 4월 18일 - 제2차 세계 대전: 미국 육군 항공대 소속 지미 둘리틀 중령의 지휘하에 16대의 미국 B-25 폭격기 16대가 도쿄, 요코하마, 요코스카, 오사카, 와카야마, 고베, 나고야, 욧카이치, 가와사키 등 일본의 주요도시를 폭격한 이른바 둘리틀 공습(Doolittle raid)이 실행됨. 이 작전으로 일본은 사상자 363명, 가옥파괴 약 350동의 손해를 입었다.
- 5월 - 잡지 <삼천리>가 <대동아>로 제호를 바꾸고 민족지에서 친일지로 전향
- 5월 1일
  - 조선어학회 잡지 <한글>이 통권 93호로 폐간
  - 조선총독부, 체력단련 목적으로 조선 전국의 건민운동 전개
- 5월 8일 - 일제, 조선에 징병제 실시 결정
- 5월 15일 - 대한민국 임시정부, 김원봉의 조선의용대를 한국광복군에 편입
- 5월 20일 - 일제, 조선염전매령 공포
- 5월 27일 - 제2차 세계 대전: 체코슬로바키아 수도 프라하에서 나치 총독 라인하르트 하이드리히 SS대장 암살 목적 공격(유인원 작전)
- 5월 29일 - 일제, 고이소 구니아키를 신임 조선 총독으로 임명
- 6월 - 일제, 조선목재통제령 공포
- 6월 9일 - 제2차 세계 대전: 체코슬로바키아의 리디체, 라인하르트 하이드리히의 암살에 대한 보복으로 파괴됨. 이 마을은 전후에 다시 재건되었다.
- 6월 5일 - 제2차 세계 대전: 태평양 전쟁 중 하나인 미드웨이 해전발발
- 6월 12일 - 제2차 세계 대전: 안네 프랑크가 13번째 생일의 선물로 일기장을 받다.
- 6월 12일 - 제2차 세계 대전: 미드웨이 해전종료
- 6월 15일 - 쿠바 아바나의 전승연합대회에서 대한민국 임시정부 승인
- 6월 23일
  - 제2차 세계 대전: 아우슈비츠 강제 수용소 가스실에서 최초로 처형당할 첫 번째 유태인들이 파리시에서 열차에 실리다.
  - 제2차 세계 대전: 나치 독일의 포케볼프 Fw-190이 웨일스에 실수로 착륙하여 연합군에 노획되다.
- 6월 30일 - 제2차 세계 대전: 에르빈 롬멜 지휘 하에 독일-이탈리아군이 엘 알라메인에 도착되었다.
- 7월
  - 중국 연안에서 김두봉 등이 조선독립동맹 조직
  - 국민총력연맹, 가정의 유기그릇 공출 지시
- 7월 6일 - 이승만, 미국의 소리 방송을 통해 연설
- 8월 16일 - 제2차 세계 대전: 미.영.소 군부, 모스크바 회담. 소련, 제2 전선 요구. 미-영군, 북아프리카 상륙 작전 (횃불 작전) 결정.
- 8월 24일 - 제2차 세계 대전: 미국-일본, 2차 솔로몬 해전
- 9월 - 광복군총사령부, 중국 시안에서 충칭으로 본부 이전
- 9월 8일 - 일본, 〈조선 목재 통제령〉 시행규칙 공포 시행
- 9월 13일 - 제2차 세계 대전:독일군, 스탈린그라드 시내 돌입
- 9월 30일 - 일제, 청장년 국민등록 실시
- 10월 1일 - 최현배, 이극로, 이희승 등 학자 30여 명, 조선어학회 사건으로 구속
- 10월 5일 - 제2차 세계 대전: 2차 엘알라메인 전투가 영국의 승리로 끝나다.
- 10월 14일 - 일제강점기: 일본, 조선군사령 공포
- 10월 20일 - 최호진, <근대조선경제사> 간행
- 11월 8일 - 제2차 세계 대전: 미-영군, 북아프리카 상륙. 횃불 작전
- 11월 11일 - 제2차 세계 대전: 독일 및 이탈리아군 안톤 작전 개시. 비시 프랑스를 무력으로 점령
- 11월 20일 - 일제, 조선징병제도 실시요강 결정
- 12월 1일 - 무선통신에 관한 전시특별규정 제정
- 12월 20일 - 한국 최초로 노기남 주교 임명
- 성서조선 필화 사건 일어남 . 김교신, 함석헌, 유달영 등 투옥됨.

## 문화
- 3월 17일 - 명륜전문학교 설립인가
- 10월 15일 - 리스본 공항 개항.

## 탄생

### 1월
- 1월 1일 - 코트디부아르의 경제학자, 정치인, 대통령 알라산 우아타라.
- 1월 3일
  - 대한민국의 정치인 강동연. (~2004년)
  - 헝가리의 정치인 쇼욤 라슬로. (~2023년)
- 1월 5일
  - 이탈리아의 피아니스트 마우리치오 폴리니. (~2024년)
  - 쿠웨이트의 정치인 자베르 알무바라크 알하마드 알사바. (~2024년)
- 1월 6일 - 대한민국의 언론인 김광일.
- 1월 8일
  - 영국의 과학자 스티븐 호킹. (~2018년)
  - 일본의 총리 고이즈미 준이치로.
  - 소련의 우주비행사 뱌체슬라프 주도프. (~2024년)
- 1월 9일 - 대한민국의 기업가 이건희. (~2020년)
- 1월 10일 - 대한민국의 정치인 가기산. (~2023년)
- 1월 14일
  - 독일의 배우 미하엘 그비스데크. (~2020년)
  - 스웨덴의 배우 스티그 엥스트룀.
- 1월 15일 - 대한민국의 전문직업인 이현구.
- 1월 17일 - 미국의 권투 선수 무하마드 알리. (~2016년)
- 1월 22일 - 그리스의 축구 선수 미미스 도마조스. (~2025년)
- 1월 23일 - 몽골의 제1대 대통령 폰살마깅 오치르바트. (~2025년)
- 1월 24일
  - 일본의 법조인 구마자키 가쓰히코. (~2022년)
  - 일본의 정치인 가노 미치히코. (~2021년)
- 1월 25일 - 포르투갈의 전 축구 선수 에우제비우. (~2014년)
- 1월 27일 - 대한민국의 국회의원 최병국.
- 1월 28일- 네덜란드의 피겨스케이팅 선수 샤우크여 데이크스트라. (~2024년)
- 1월 29일
  - 대한민국의 국회의원 한광옥
  - 쿠바의 우주인 아르날도 타마요 멘데즈.
- 1월 30일 - 대한민국의 정치인 노건평.

### 2월
- 2월 2일 - 대한민국의 정치인 신규범. (~2023년)
- 2월 5일 - 대한민국의 배우 남정희.
- 2월 6일 - 대한민국의 국악인 신영희.
- 2월 7일 - 대한민국의 정치인 조영재. (~2012년)
- 2월 9일 - 미국의 싱어송라이터 캐럴 킹.
- 2월 11일 - 대한민국의 정치인 김영희.
- 2월 14일 - 미국의 정치인 마이클 블룸버그.
- 2월 15일 - 대한민국의 정치인 강희복.
- 2월 16일 - 대한민국의 한국화가 겸 동양화가 성창경.
- 2월 17일 - 미국의 행동가, 흑표당의 공동창립자 휴이 뉴턴. (~1989년)
- 2월 18일 - 대한민국의 정치인 김용균.
- 2월 20일
  - 대한민국의 전 배우, 기업인 전양자.
  - 프랑스의 영화 감독, 각본가 클로드 밀러. (~2012년)
- 2월 21일 - 대한민국의 배우 정혜선.
- 2월 24일
  - 대한민국의 성우 이영달. (~2001년)
  - 미국의 정치인 조 리버먼. (~2024년)
- 2월 25일 - 대한민국의 농구 선수 김영일. (~1976년)
- 2월 26일
  - 일본의 재즈 피아노 연주자 야마시타 요스케.
  - 슬로바키아의 축구 선수 요제프 아다메츠. (~2018년)
- 2월 28일
  - 이탈리아의 전 축구 선수, 현 축구 감독 디노 초프.
  - 미국의 전 정치인, 문학 작가 토머스 조지프 라이언.

### 3월
- 3월 1일
  - 대한민국의 배우 강민호.
  - 대한민국의 교통기업인, 정치인 권영우. (~2006년)
- 3월 2일 - 미국의 가수 루 리드. (~2013년)
- 3월 7일
  - 미국의 기업인, 월트 디즈니 최고경영자 마이클 아이스너.
  - 뉴질랜드의 사학자 존 그레빌 에이가드 포칵. (~2023년)
  - 태국의 가수 와이폿 펫수판. (~2022년)
- 3월 8일 - 영국의 육상 선수 앤 패커.
- 3월 12일 - 대한민국의 배우 박정자.
- 3월 14일
  - 대한민국의 축구 선수, 축구 감독 정병탁. (~2016년)
  - 폴란드의 배우 예지 트렐라. (~2022년)
- 3월 15일
  - 대한민국의 소설가 김원일.
  - 이란의 프로레슬링 선수 아이언 쉬크. (~2023년)
- 3월 16일 - 미국의 활동가, 작가 아니타 호프만. (~1998년)
- 3월 17일 - 일본의 배우, 성우 야마모토 요코. (~2024년)
- 3월 21일 - 예멘의 대통령 알리 압둘라 살레. (~2017년)
- 3월 23일
  - 대한민국의 천주교 대구대교구 제9대 교구장 최영수. (~2009년)
  - 오스트리아의 영화 감독 미하엘 하네케.
- 3월 25일 - 미국의 가수 어리사 프랭클린. (~2018년)
- 3월 27일
  - 영국의 생물학자 존 설스턴. (~2018년)
  - 미국의 영화배우 아트 에반스. (~2024년)
- 3월 28일
  - 일본의 스모 선수 기타노후지 가쓰아키. (~2024년)
  - 미국의 철학자 대니얼 데닛. (~2024년)

### 4월
- 4월 2일 - 미국의 가수 리언 러셀. (~2016년)
- 4월 4일 - 대한민국의 정치인, 공무원 이원종.
- 4월 6일 - 미국의 영화 감독 배리 레빈슨.
- 4월 11일 - 대한민국의 방송인 송재익.
- 4월 17일 - 영국의 배우 데이비드 브래들리.
- 4월 20일 - 대한민국의 배우 신충식.
- 4월 22일 - 이탈리아의 철학자, 미학자 조르조 아감벤.
- 4월 24일
  - 대한민국의 가수 배호. (~1971년)
  - 대한민국의 가수 하청일.
  - 대한민국의 정치인 겸 대학 교수 김명수.
  - 미국의 가수, 배우 바브라 스트라이샌드.
- 4월 26일 - 미국의 가수 보비 라이델. (~2022년)
- 4월 27일
  - 대한민국의 야구 선수 백인천.
  - 러시아의 우주인 발레리 폴랴코프. (~2022년)

### 5월
- 5월 1일 - 대한민국의 배우 손영순.
- 5월 2일 - 벨기에의 의사 체육인 자크 로게. (~2021년)
- 5월 3일 - 미국의 정치인 부치 수달.
- 5월 5일
  - 대한민국의 정치인 이강희. (~2025년)
  - 미국의 컨트리 가수 태미 와이넷. (~1998년)
- 5월 6일 - 중화민국의 바둑 기사 린하이펑.
- 5월 9일 - 미국의 가수 토미 로.
- 5월 10일
  - 대한민국의 국회의원 송광호.
  - 조선민주주의인민공화국의 외교관 지재룡.
- 5월 12일 - 일본의 바둑 기사 오타케 히데오.
- 5월 16일 - 일본의 가수 사사키 이사오.
- 5월 20일 - 대한민국의 공무원 정정길.
- 5월 21일 - 대한민국의 정치인 김태환.
- 5월 22일 - 유나바머로 유명한 미국의 테러리스트 시어도어 카진스키. (~2023년)
- 5월 24일 - 스코틀랜드의 화학자 프레이저 스토더트. (~2024년)
- 5월 25일 - 대한민국의 기업인 정몽근.

### 6월
- 6월 2일 - 조선민주주의인민공화국의 군인 김신조.
- 6월 5일
  - 대한민국의 정치인 강길부.
  - 대한민국의 정치인 박지원.
  - 적도기니의 대통령 테오도로 오비앙 응게마 음바소고.
- 6월 7일 - 리비아의 정치인 무아마르 알 카다피. (~2011년)
- 6월 8일 - 대한민국의 배우 변희봉. (~2023년)
- 6월 10일 - 일본의 정치인 나카이 히로시. (~2017년)
- 6월 15일 - 대한민국의 국회의원 이해봉. (~2012년)
- 6월 17일 - 이집트의 법학자 무함마드 엘바라데이.
- 6월 18일
  - 남아프리카 공화국의 대통령 타보 음베키.
  - 영국의 가수, 작곡가 폴 매카트니.
  - 이탈리아의 전 축구 선수 자친토 파케티. (~2006년)
  - 미국의 영화 평론가 로저 이버트. (~2013년)
- 6월 20일 - 대한민국의 기업인 이해민.
- 6월 21일 - 일본의 스키점프 선수 아오치 세이지. (~2008년)
- 6월 24일 - 오스트리아의 작가 게르하르트 로스. (~2022년)
- 6월 28일 - 대한민국의 신부 함세웅.

### 7월
- 7월 1일 - 캐나다의 배우 준비에브 뷔조.
- 7월 2일 - 멕시코 정치인 비센테 폭스.
- 7월 5일 - 대한민국의 배우 이일웅. (~2022년)
- 7월 7일 - 대한민국의 정치인 김영일.
- 7월 9일 - 미국의 배우 리처드 라운트리. (~2023년)
- 7월 10일
  - 미국의 싱어송라이터 식스토 로드리게스. (~2023년)
  - 미국의 가수 로니 제임스 디오. (~2010년)
- 7월 13일 - 미국의 배우 해리슨 포드.
- 7월 14일
  - 대한민국의 배우 박종설.
  - 대한민국의 배우 윤덕용.
- 7월 20일
  - 대한민국의 정치인 고민수. (~2022년)
  - 대한민국의 가수 겸 방송인 박상규. (~2013년)
- 7월 23일 - 핀란드의 가수 프레디.
- 7월 27일 - 대한민국의 배우 김민자.
- 7월 29일
  - 대한민국의 문학가 김현. (~1990년)
  - 대한민국의 가수 현철. (~2024년)
  - 미국의 배우 토니 시리코. (~2022년)
- 7월 31일 - 잉글랜드의 가수 겸 작곡가 대니얼 분.

### 8월
- 8월 1일
  - 대한민국의 가수 겸 미술가 차중락. (~1968년)
  - 이탈리아의 배우 지안카를로 지아니니.
- 8월 2일 - 네덜란드의 축구 선수 레오 베인하커르. (~2025년)
- 8월 5일 - 대한민국의 법조인, 전 정치인 박철언.
- 8월 7일
  - 미국의 가수 B. J. 토머스. (~2021년)
  - 미국의 배우 토빈 벨.
- 8월 8일 - 대한민국의 기업인 이일구.
- 8월 9일 - 대한민국의 교장 이신화.
- 8월 10일
  - 대한민국의 정치인 설송웅.
  - 이탈리아의 축구 선수 조반니 로데티. (~2023년)
- 8월 11일 - 대한민국의 정치인 남궁진.
- 8월 20일
  - 대한민국의 소설가 조세희. (~2022년)
  - 미국의 음악가·배우 아이작 헤이스. (~2008년)
- 8월 24일 - 독일의 배우 한스 피터 코르프. (~2025년)
- 8월 27일 - 대한민국의 성우 안종국. (~2024년)
- 8월 28일 - 앙골라의 제2대 대통령, 정치인 조제 에두아르두 두스 산투스. (~2022년)

### 9월
- 9월 5일
  - 대한민국의 농업인 망절일랑. (~2012년)
  - 독일의 영화 감독 베르너 헤어초크.
- 9월 15일 - 중국의 정치인, 국무원 총리 원자바오.
- 9월 19일
  - 대한민국의 전 바둑 기사 윤기현.
  - 영국의 타악기 연주자 레이 쿠퍼.
- 9월 20일 - 대한민국의 배우 박주아. (~2011년)
- 9월 24일 - 대한민국의 공무원, 제9대 공정거래위원장 김인호.
- 9월 27일
  - 대한민국의 야구 선수 백인천.
  - 대한민국의 정치인 김태홍. (~2011년)
  - 미국의 기업인 아서 블랭크.
- 9월 28일 - 미국의 배우 마셜 벨.
- 9월 29일 - 미국의 배우, 희극인, 성우, 가수 매들린 칸. (~1999년)

### 10월
- 10월 3일 - 미국의 배우 앨런 레이친스. (~2024년)
- 10월 5일 - 조선민주주의인민공화국의 군인 겸 정치인 리영호. (~2012년)
- 10월 7일 - 미국의 영화배우 멜린다 O. 피. (~2020년)
- 10월 10일 - 대한민국의 군인 전도봉.
- 10월 11일 - 일본의 패션 디자이너 레이 가와쿠보.
- 10월 13일 - 대한민국의 군인 윤광웅.
- 10월 19일 - 미국의 사업가 짐 로저스.
- 10월 20일
  - 대한민국의 군인 전경환. (~2021년)
  - 대한민국의 기업인 최석정. (~2025년)
- 10월 22일 - 상투메프린시페의 제10대 대통령 이바리슈투카르발류. (~2022년)
- 10월 23일 - 미국의 과학 소설 작가 마이클 크라이튼.
- 10월 26일 - 잉글랜드의 배우 밥 호스킨스. (~2014년)
- 10월 29일 - 미국의 화가 밥 로스. (~1995년)

### 11월
- 11월 3일 - 대한민국의 정치인 조성태. (~2021년)
- 11월 4일 - 대한민국의 교육자 이현구.
- 11월 6일 - 잉글랜드의 모델 진 슈림프턴.
- 11월 8일
  - 대한민국의 시인 이승훈. (~2018년)
  - 대한민국의 경찰공무원 이수일. (~2005년)
- 11월 10일 - 대한민국의 소설가 김지원. (~2013년)
- 11월 15일 - 아르헨티나의 음악인 다니엘 바렌보임.
- 11월 17일 - 미국의 영화 감독 마틴 스코세이지.
- 11월 19일 - 미국의 패션 디자이너 캘빈 클라인.
- 11월 20일
  - 미국의 제46대 대통령 당선인 조 바이든.
  - 대한민국의 평론가, 언론인 겸 공학자 지만원.
- 11월 23일 - 대한민국의 성우 유강진.
- 11월 24일
  - 영국의 정치인 앤드루 스터넬. (~2024년)
  - 스코틀랜드의 희극인 겸 음악가, 사회자 빌리 코널리.
- 11월 27일
  - 대한민국의 배우 반효정.
  - 미국의 음악가, 기타 연주자 지미 헨드릭스.
- 11월 28일 - 대한민국의 정치인 최봉홍. (~2023년)
- 11월 29일
  - 대한민국의 정치인 김관용.
  - 제44대 미국 대통령인 버락 오바마의 어머니 앤 더넘. (~1995년)
- 11월 30일 - 대한민국의 화가 함섭. (~2024년)

### 12월
- 12월 4일 - 잉글랜드의 배우 제마 존스.
- 12월 6일 - 대한민국의 정치인 김낙성.
- 12월 7일 - 대한민국의 가수 장우. (~2024년)
- 12월 8일 - 미국의 농구 선수 밥 러브. (~2024년)
- 12월 9일 - 미국의 배우 딕 버트커스. (~2023년)
- 12월 12일
  - 대한민국의 국회의원 김호일.
  - 튀르키예의 영화배우 파트마 기리크. (~2022년)
- 12월 14일 - 대한민국의 배우 권미혜.
- 12월 19일 - 대한민국의 기업인 장수홍. (~2024년)
- 12월 21일 - 중국의 정치가, 중국 공산당 총서기 후진타오.
- 12월 27일
  - 대한민국의 정치인 지만원.
  - 미국의 배우, 가수 차미언 카. (~2016년)
- 12월 29일 - 대한민국의 정치인 김진영.
- 12월 30일
  - 미국의 영화배우 프레드 워드. (~2022년)
  - 미국의 음악가, 가수, 소설가, 각본가, 영화배우 마이클 네스미스. (~2021년)

### 미상
- 조선민주주의인민공화국의 간호사이자 통영의 딸 신숙자. (~2012년)
- 대한민국의 아나운서 조춘제. (~2024년)
- 미국의 가수 자니 리버스.
- 대한민국의 의원 김영희.
- 대한민국의 가수 한민.
- 일본의 테니스 선수 다카하시 히로시.

## 사망

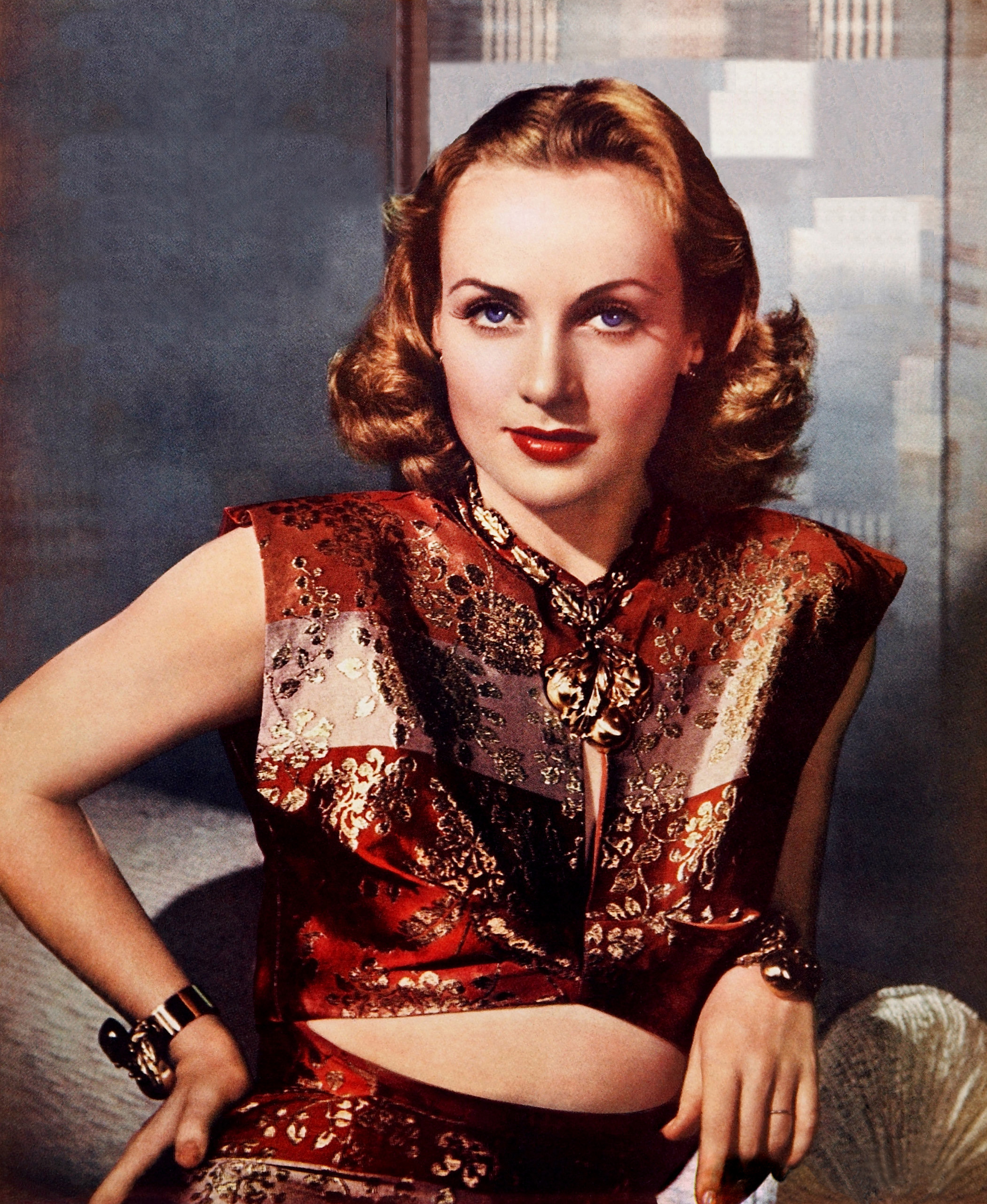
캐롤 롬바드

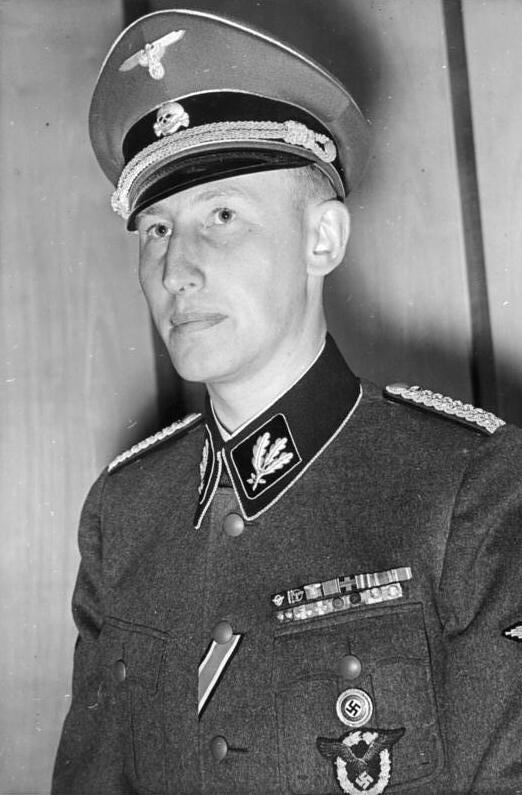
라인하르트 하이드리히

- 1월 16일 - 미국의 배우 캐럴 롬바드. (1908년~)
- 1월 19일 - 중국 청나라의 황족 종실 겸 정치가 푸쥔. (1885년~)
- 5월 25일 - 한국의 소설가 이효석. (1907년~)
- 5월 27일 - 중국공산당의 중앙위원회의장 천두슈. (1879년~)
- 6월 4일 - 나치 독일의 비밀경찰 총수 라인하르트 하이드리히. (1904년~)
- 8월 26일 - 베니토 무솔리니의 사생아이자, 이탈리아의 군인 베니토 알비노 달세르. (1915년~)

## 지도

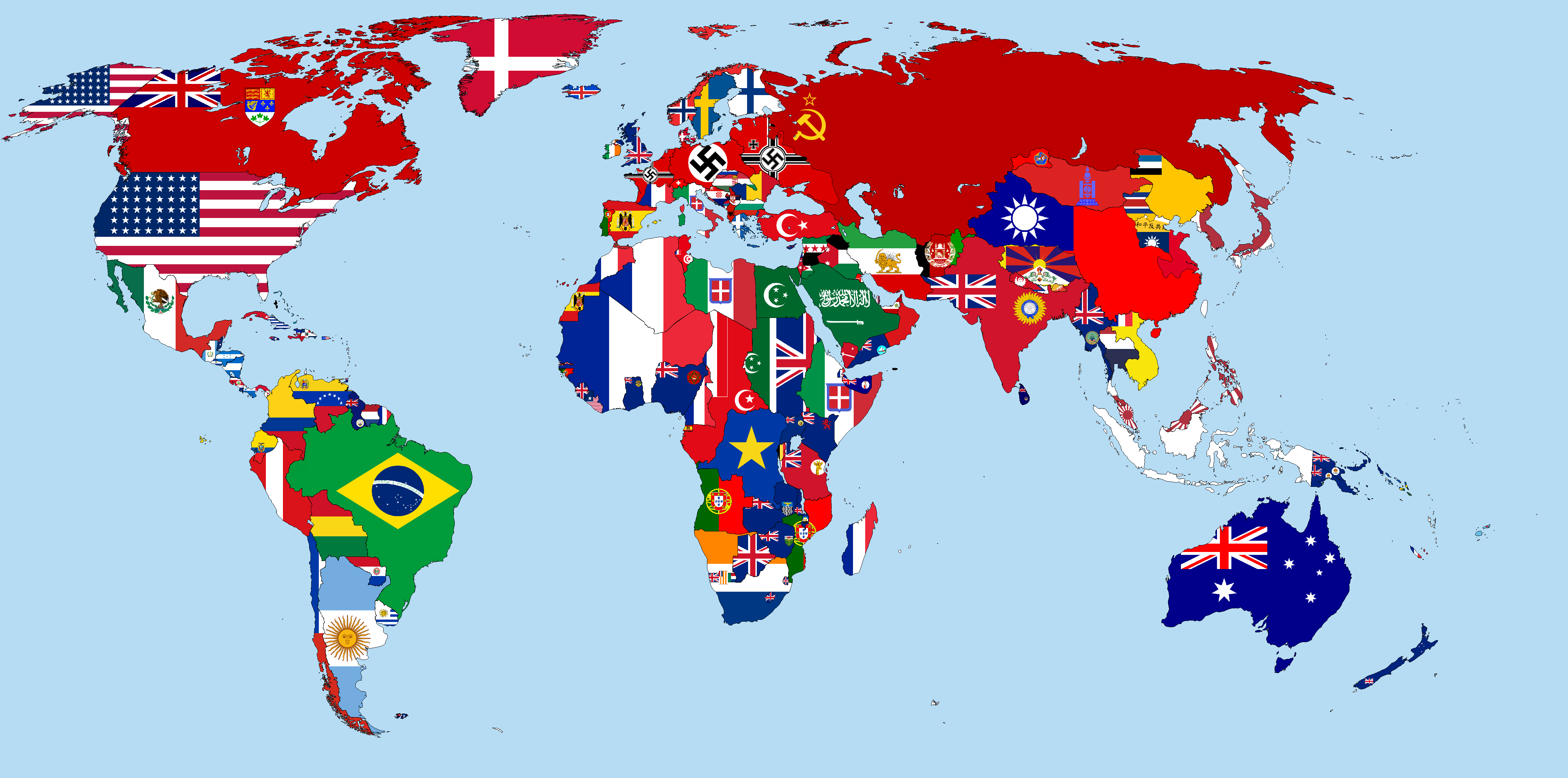
1942년 당시의 세계 지도

## 달력
| 1월 |    |    |    |    |    |    |
| 일  | 월 | 화 | 수 | 목 | 금 | 토 |
|     |    |    |    | 1  | 2  | 3  |
| 4   | 5  | 6  | 7  | 8  | 9  | 10 |
| 11  | 12 | 13 | 14 | 15 | 16 | 17 |
| 18  | 19 | 20 | 21 | 22 | 23 | 24 |
| 25  | 26 | 27 | 28 | 29 | 30 | 31 |

| 2월 |    |    |    |    |    |    |
| 일  | 월 | 화 | 수 | 목 | 금 | 토 |
| 1   | 2  | 3  | 4  | 5  | 6  | 7  |
| 8   | 9  | 10 | 11 | 12 | 13 | 14 |
| 15  | 16 | 17 | 18 | 19 | 20 | 21 |
| 22  | 23 | 24 | 25 | 26 | 27 | 28 |

| 3월 |    |    |    |    |    |    |
| 일  | 월 | 화 | 수 | 목 | 금 | 토 |
| 1   | 2  | 3  | 4  | 5  | 6  | 7  |
| 8   | 9  | 10 | 11 | 12 | 13 | 14 |
| 15  | 16 | 17 | 18 | 19 | 20 | 21 |
| 22  | 23 | 24 | 25 | 26 | 27 | 28 |
| 29  | 30 | 31 |    |    |    |    |

| 4월 |    |    |    |    |    |    |
| 일  | 월 | 화 | 수 | 목 | 금 | 토 |
|     |    |    | 1  | 2  | 3  | 4  |
| 5   | 6  | 7  | 8  | 9  | 10 | 11 |
| 12  | 13 | 14 | 15 | 16 | 17 | 18 |
| 19  | 20 | 21 | 22 | 23 | 24 | 25 |
| 26  | 27 | 28 | 29 | 30 |    |    |

| 5월 |    |    |    |    |    |    |
| 일  | 월 | 화 | 수 | 목 | 금 | 토 |
|     |    |    |    |    | 1  | 2  |
| 3   | 4  | 5  | 6  | 7  | 8  | 9  |
| 10  | 11 | 12 | 13 | 14 | 15 | 16 |
| 17  | 18 | 19 | 20 | 21 | 22 | 23 |
| 24  | 25 | 26 | 27 | 28 | 29 | 30 |
| 31  |    |    |    |    |    |    |

| 6월 |    |    |    |    |    |    |
| 일  | 월 | 화 | 수 | 목 | 금 | 토 |
|     | 1  | 2  | 3  | 4  | 5  | 6  |
| 7   | 8  | 9  | 10 | 11 | 12 | 13 |
| 14  | 15 | 16 | 17 | 18 | 19 | 20 |
| 21  | 22 | 23 | 24 | 25 | 26 | 27 |
| 28  | 29 | 30 |    |    |    |    |

| 7월 |    |    |    |    |    |    |
| 일  | 월 | 화 | 수 | 목 | 금 | 토 |
|     |    |    | 1  | 2  | 3  | 4  |
| 5   | 6  | 7  | 8  | 9  | 10 | 11 |
| 12  | 13 | 14 | 15 | 16 | 17 | 18 |
| 19  | 20 | 21 | 22 | 23 | 24 | 25 |
| 26  | 27 | 28 | 29 | 30 | 31 |    |

| 8월 |    |    |    |    |    |    |
| 일  | 월 | 화 | 수 | 목 | 금 | 토 |
|     |    |    |    |    |    | 1  |
| 2   | 3  | 4  | 5  | 6  | 7  | 8  |
| 9   | 10 | 11 | 12 | 13 | 14 | 15 |
| 16  | 17 | 18 | 19 | 20 | 21 | 22 |
| 23  | 24 | 25 | 26 | 27 | 28 | 29 |
| 30  | 31 |    |    |    |    |    |

| 9월 |    |    |    |    |    |    |
| 일  | 월 | 화 | 수 | 목 | 금 | 토 |
|     |    | 1  | 2  | 3  | 4  | 5  |
| 6   | 7  | 8  | 9  | 10 | 11 | 12 |
| 13  | 14 | 15 | 16 | 17 | 18 | 19 |
| 20  | 21 | 22 | 23 | 24 | 25 | 26 |
| 27  | 28 | 29 | 30 |    |    |    |

| 10월 |    |    |    |    |    |    |
| 일   | 월 | 화 | 수 | 목 | 금 | 토 |
|      |    |    |    | 1  | 2  | 3  |
| 4    | 5  | 6  | 7  | 8  | 9  | 10 |
| 11   | 12 | 13 | 14 | 15 | 16 | 17 |
| 18   | 19 | 20 | 21 | 22 | 23 | 24 |
| 25   | 26 | 27 | 28 | 29 | 30 | 31 |

| 11월 |    |    |    |    |    |    |
| 일   | 월 | 화 | 수 | 목 | 금 | 토 |
| 1    | 2  | 3  | 4  | 5  | 6  | 7  |
| 8    | 9  | 10 | 11 | 12 | 13 | 14 |
| 15   | 16 | 17 | 18 | 19 | 20 | 21 |
| 22   | 23 | 24 | 25 | 26 | 27 | 28 |
| 29   | 30 |    |    |    |    |    |

| 12월 |    |    |    |    |    |    |
| 일   | 월 | 화 | 수 | 목 | 금 | 토 |
|      |    | 1  | 2  | 3  | 4  | 5  |
| 6    | 7  | 8  | 9  | 10 | 11 | 12 |
| 13   | 14 | 15 | 16 | 17 | 18 | 19 |
| 20   | 21 | 22 | 23 | 24 | 25 | 26 |
| 27   | 28 | 29 | 30 | 31 |    |    |

### 음양력 대조 일람
| 음력월 | 월건 | 대소 | 음력 1일의 양력 월일 | 음력 1일 간지 |
| ------ | ---- | ---- | -------------------- | ------------- |
| 1월    | 임인 | 대   | 2월 15일             | 기해          |
| 2월    | 계묘 | 소   | 3월 17일             | 기사          |
| 3월    | 갑진 | 대   | 4월 15일             | 무술          |
| 4월    | 을사 | 대   | 5월 15일             | 무진          |
| 5월    | 병오 | 소   | 6월 14일             | 무술          |
| 6월    | 정미 | 대   | 7월 13일             | 정묘          |
| 7월    | 무신 | 대   | 8월 12일             | 정유          |
| 8월    | 기유 | 소   | 9월 11일             | 정묘          |
| 9월    | 경술 | 대   | 10월 10일            | 병신          |
| 10월   | 신해 | 소   | 11월 9일             | 병인          |
| 11월   | 임자 | 소   | 12월 8일             | 을미          |
| 12월   | 계축 | 대   | 1943년 1월 6일       | 갑자          |